# 65 Sagittarii
65 Sagittarii är en vit stjärna i huvudserien i stjärnbilden Skytten.
65 Sagittarii har visuell magnitud +6,53 och kräver fältkikare för att kunna observeras. Den befinner sig på ett avstånd av ungefär 405 ljusår.